# Депре, Флориан-Жюль-Феликс
Флориан-Жюль-Феликс Депре (фр. Florian-Jules-Félix Desprez; 14 апреля 1807, Острикур, Первая империя — 21 января 1895, Тулуза, Франция) — французский кардинал. Епископ Сен-Дени-де-ла-Реюньон с 3 октября 1850 по 19 марта 1857. Епископ Лиможа с 19 марта 1857 по 26 сентября 1859. Архиепископ Тулузы с 26 сентября 1859 по 21 января 1895. Кардинал-священник с 12 мая 1879, с титулом церкви Санти-Марчеллино-э-Пьетро с 22 сентября 1879.